# Transformer
Transformer är ett musikalbum av Lou Reed, utgivet 1972 på RCA Records. Det här var Reeds andra soloalbum totalt, efter att ha lämnat sin tidigare grupp The Velvet Underground. Hans solodebut, Lou Reed, hade inte uppmärksammats så mycket, men det här albumet blev en större framgång. Till skillnad av föregångaren, som främst innehöll överblivna låtar från Velvet Underground-tiden, består det också helt av nytt material.
Albumet producerades av David Bowie och Mick Ronson, och Bowie påverkade Reed till att dra mer åt glamrock-hållet. Singeln "Walk on the Wild Side" (med "Perfect Day" som b-sida) gick upp på Billboardlistans sextonde plats. Det kom att bli Reeds enda topp-20-hit i USA under 1970-talet, och en av hans mest kända låtar. Albumet nådde plats #29 på Billboards popalbumlista.

## Kuriosa
2001 gjordes en dokumentär om inspelningen av albumet i serien Classic Albums.

## Låtlista
Alla låtar skrivna av Lou Reed.
1. "Vicious" - 2:55
2. "Andy's Chest" - 3:17
3. "Perfect Day" - 3:43
4. "Hangin' Round" - 3:39
5. "Walk on the Wild Side" - 4:12
6. "Make Up" - 2:58
7. "Satellite of Love" - 3:40
8. "Wagon Wheel" - 3:19
9. "New York Telephone Conversation" - 1:31
10. "I'm So Free" - 3:07
11. "Goodnight Ladies" - 4:19

## Medverkande
- Lou Reed - gitarr, keyboards, sång
- David Bowie - sång
- Barry DeSouza - trummor
- Ritchie Dharma - trummor
- Herbie Flowers - bas, tuba
- John Halzey - trummor
- Mick Ronson - gitarr, piano, sång
- Ronnie Ross - barytonsaxofon
- Thunderthighs - sång
- Klaus Voormann - bas

## Listplaceringar
| Lista (1972-1973) | Position             |
| ----------------- | -------------------- |
| Australien        | 19 (Go Set)          |
| Kanada            | 12 (RPM)             |
| Nederländerna     | 6                    |
| Storbritannien    | 13 (UK Albums Chart) |
| USA               | 29 (Billboard 200)   |